# Ophiusa pallida
Ophiusa pallida là một loài bướm đêm trong họ Erebidae.